# زندان سوگامو

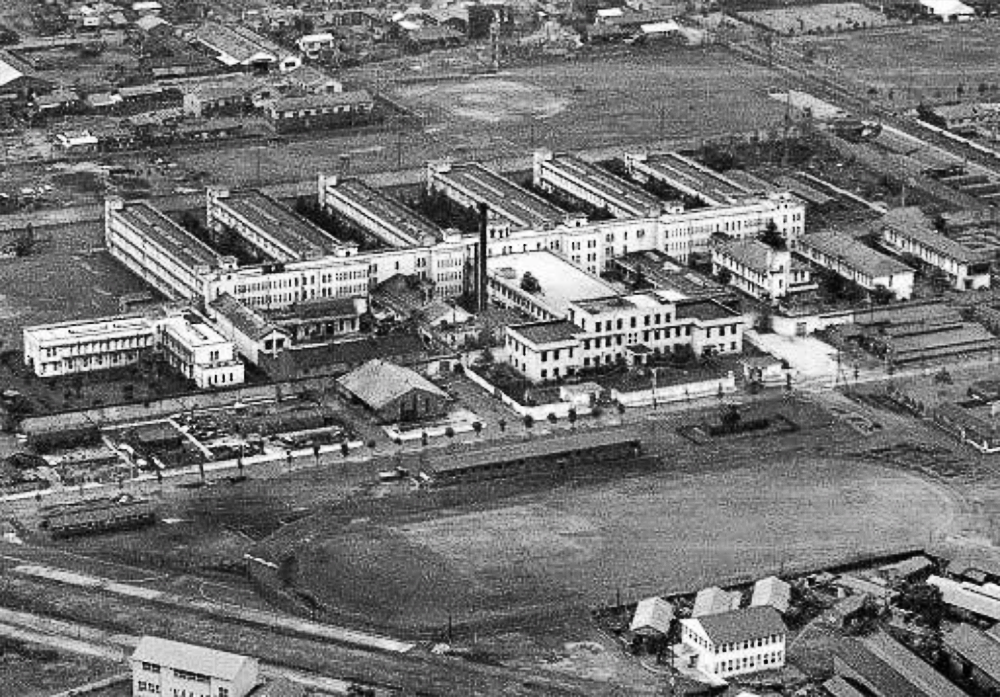
زندان سوگامو

زندان سوگامو (巢鴨拘置所) یک زندان بود که در ناحیه ایکه‌بوکورو واقع شده بود که اکنون بخشی از توشیما-کو، توکیو در مناطق ویژه توکیو توکیو، ژاپن است.
در دهه ۱۹۳۰ این امر به دلیل اسکان زندانیان سیاسی، از جمله بسیاری از کمونیست‌ها و سایر مخالفانی که از قانون حفظ صلح در دهه‌های ۱۹۳۰ و ۱۹۴۰ بدشان می‌آمد مشهور بود. جاسوسان متفقین جنگ جهانی دوم نیز در آنجا زندانی می‌شدند، از جمله ریچارد زورگه که در زندان در ۷ نوامبر ۱۹۴۴ به دار آویخته شد.